# 大人の発達障害
大人の発達障害（おとなのはったつしょうがい）とは、発達障害者のうち、主に大学生以上の成人期の人及びそれに関連する問題に関して用いられる用語である。

## 概要
1990年代以降、発達障害の関心は高まり続けているが、当初は発達障害者のうち小学生や中学生などの子供の問題に重点がおかれていたこともある。
しかし、現実には青年期や成人期以降に発達障害と診断される事例も多く、また、学生時代までは、何かの方法で自身の発達障害に対する自衛手段を取っていたり、学業においては健常者よりもむしろ優秀な成績を収めるケースも少なくなく、問題にされないまま放置されることも多い。しかし、社会に出た途端に協調性の欠落が問題になり、社内評価が低いまま年次が上がり、職場で将来の成長を期待されなくなって雑用のみを任されるなど、行き場を失うケースも多くなっている。厚生労働省による平成30年度障害者雇用実態調査における、障害者の平均勤続年数を比較すると、身体障害者は10年2月、知的障害者は7年5月、精神障害者は3年2月、発達障害者は3年4月となっている。
障害に気づかないまま社会に出た場合、こうしたトラブルに戸惑ったり、自身がそのような障害を持っているということを頑なに否定したりする。また、発達障害の診断基準に幼少期の状況が聞かれる場合も多く、当時の資料や記憶が乏しかった場合など、子供の発達障害に比べ診断が困難である場合が多く、昭和大学附属烏山病院など少数ながら大人の発達障害を扱っている病院もあるが、発達障害の研究及び診断、支援の中では特に遅れている分野である。
また、発達障害の特性は成人期になると薄れていくと言われることがよくあるが、実際には特性がほとんど薄れていないケースも多く、こうした認識が無理解に拍車をかけている側面もある。作業の段取りを考えるのが苦手で、周辺ルート思考に陥りやすい。例えば、忘れ物や作業漏れが多く、度々視野が狭いと評価される事がある。

## 治療薬
日本において2007年（平成19年）以前はノバルティスファーマのメチルフェニデート製剤（商品名リタリン）が適応外処方（適応外使用）薬事法基づく添付文書に書かれていない使い方、つまり適応症だと認められていない疾患や適応症だと認められていても認められていない量で医薬品を処方すること）にて処方されていたが、不適切処方が表面化、翌年より厳格な流通規制が敷かれ、処方できなくなった。他にメチルフェニデートを含む薬としてヤンセンファーマによるコンサータ（日本では2007年発売）があるが、こちらも厚生労働省より受けた指示をもとに厳格な流通規制が敷かれた上での発売のため18歳以上の者が使用することは事実上不可能であったが2013年12月に解禁された。日本イーライリリーの「ストラテラ」（成分名・アトモキセチン）は2009年4月22日に18歳未満のものに対して承認され、2012年8月に18歳以上の者に対しても認可された。